# Sergei Alexandrowitsch Kornilow
Sergei Alexandrowitsch Kornilow (russisch Сергей Александрович Корнилов, wiss. Transliteration Sergej Aleksandrovič Kornilov; * 9. Mai 1978 in Sankt Petersburg) ist ein ehemaliger russischer Eisschnellläufer.

## Werdegang
Kornilow nahm in der Saison 2002/03 in Nagano erstmals am Eisschnelllauf-Weltcup teil, wobei er die Plätze 32 und 29 über 500 m sowie die Plätze 27 und 26 über 1000 m errang. Bei der Sprintweltmeisterschaft 2003 in Calgary lief er auf den 35. Platz im Sprint-Mehrkampf und bei den Einzelstreckenweltmeisterschaften 2003 in Berlin auf den 23. Platz über 1000 m sowie auf den 20. Rang über 500 m. In der Saison 2005/06 erreichte er in Inzell mit dem dritten Platz über 100 m seine einzige Podestplatzierung im Weltcup und mit dem siebten Platz in der Weltcupwertung über 100 m sein bestes Gesamtergebnis. Beim Saisonhöhepunkt, den Olympischen Winterspielen 2006 in Turin, belegte er den 27. Platz über 500 m. Zuvor absolvierte er in Klobenstein seine letzten Rennen im Weltcup, welche er auf den Plätzen 20 und 12 über 500 m sowie in der B-Gruppe auf dem 11. Platz über 1000 m beendete.

## Erfolge

### Olympische Spiele
- 2006 Turin: 27. Platz 500 m

### Einzelstrecken-Weltmeisterschaften
- 2003 Berlin: 20. Platz 500 m, 23. Platz 1000 m

### Sprint-Weltmeisterschaften
- 2003 Calgary: 35. Platz Sprint-Mehrkampf

## Persönliche Bestzeiten
| Disziplin | Zeit        | Datum             | Ort              |
| --------- | ----------- | ----------------- | ---------------- |
| 500 m     | 35,33 s     | 20. November 2005 | Salt Lake City   |
| 1000 m    | 1:10,80 min | 20. November 2005 | Salt Lake City   |
| 1500 m    | 1:58,22 min | 9. November 2006  | Kolomna          |
| 3000 m    | 4:37,74 min | 22. Februar 1997  | Kirow            |
| 5000 m    | 8:21,26 min | 21. Januar 1996   | Nischni Nowgorod |